# Синдром Шихана
Синдро́м Шиха́на (послеро́довый инфаркт гипо́физа, послеродовой некроз гипофиза, послеродовой гипопитуитаризм) — возникает при осложнении родового акта массивным кровотечением с развитием артериальной гипотонии. Во время беременности размеры гипофиза увеличиваются, однако его кровоснабжение не усиливается. На фоне развившейся вследствие послеродового кровотечения артериальной гипотонии кровоснабжение гипофиза резко уменьшается — развиваются гипоксия и некроз гипофиза. В процесс может вовлекаться весь аденогипофиз (гипопитуитаризм), но чаще всего повреждаются именно лактотрофные клетки. Из-за отсутствия пролактина прекращается лактация — грудное вскармливание становится невозможным. Синдром Шихана — вторая по распространённости причина гипопитуитаризма у взрослых.

## Этиология и патогенез
Гиповолемия во время родов (в результате массивной кровопотери) ведёт к уменьшению кровотока в уже увеличенном гипофизе. Это приводит к вазоконстрикции и последующему инфаркту железы (белый инфаркт с коагуляционным некрозом). Первый симптом — резкое прекращение лактации, так как ацидофильные клетки, продуцирующие пролактин, в данное время будут преобладать. Через несколько месяцев проявляются другие симптомы гипопитуитаризма (например, вторичная аменорея из-за дефицита гонадотропинов).

## Эпидемиология
Точную распространенность синдрома трудно определить, поскольку заболеваемость сильно варьируется от страны к стране. Синдром Шихана более распространен в развивающихся странах, чем в развитых.
Пангипопитуитаризм значительно чаще развивается у женщин молодого и среднего возраста (20—40 лет), однако известны отдельные случаи заболевания как в более раннем, так и в пожилом возрасте. Описано развитие синдрома Шихана у девочки 12 лет после ювенильного маточного кровотечения. Кроме того, было обнаружено, что большинство женщин с синдромом Шихана рожали дома, а не в больнице.
В исследовании, проведенном в Великобритании в 2001 году, только у 1,4 % пациентов с гипопитуитаризмом был диагностирован синдром Шихана.

## Клиническая картина
Клиническая картина весьма вариабельна и слагается из специфических симптомов гормональной недостаточности и полиморфных нейровегетативных проявлений. Тяжесть и характер течения заболевания (быстрое или постепенное) во многом определяется степенью снижения функции надпочечников. Тяжёлый гипокортицизм снижает сопротивляемость пациентов к интеркуррентным инфекциям и к различным стрессовым ситуациям.

## Диагностика
В типичных случаях диагностика проста́. Своевременная диагностика задерживается у пациентов с вялотекущим синдромом Шихана, хотя отсутствие лактации после родов, сопровождавшихся геморрагией, длительное снижение трудоспособности и нарушения менструальной функции должны наводить на мысль о гипопитуитаризме.

## Лечение
Лечение болезни направлено на возмещение гормональной недостаточности гипоталамо-гипофизарной системы. Схемы лечения и дозы индивидуально подбираются эндокринологом. В клинической практике чаще используют гормональные препараты периферических эндокринных желез, а реже препараты тропных гормонов гипофиза. Значительным препятствием на пути использования препаратов гипофизарных гормонов является быстрое развитие рефрактерности к ним в связи с повышением уровня антител.
Существует два подхода в лечении Синдрома Шихана: заместительная гормонотерапия и применение симптоматических препаратов. Лечение Синдрома Шихана в домашних условиях крайне опасно.